# Magyar–Szovjet Polgári Légiforgalmi Rt.
A Magyar–Szovjet Polgári Légiforgalmi Részvénytársaság, röviden Maszovlet a Malév jogelődje, amely 1946. március 29-én alakult meg.

## Története

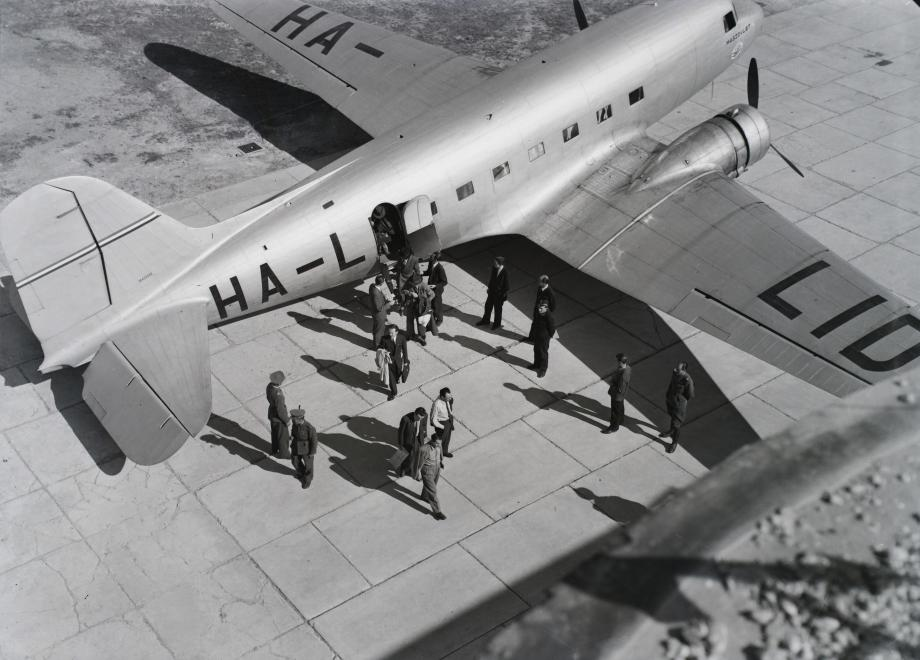
Egy Li–2 repülőgép (HA-LID) a Maszovlet színeiben, 1946-ban, Budaörsön

A Maszovlet jogelődje a Magyar Légiforgalmi Rt. A flottája induláskor öt 21 személyes Li–2-es utasszállítóból és öt darab háromszemélyes Po–2-es taxigépből állt (utóbbiak a Magyar Postával kötött szerződés értelmében küldeményeket szállítottak). Az első járatok 1946. október 15-én indultak a budaörsi repülőtérről Debrecenbe (HA-LIA lajstromjelű gép) és Szombathelyre (HA-LIB); még ugyanebben az évben megindult a Budapest–Szeged és a Budapest–Győr járat is. Az év végéig eltelt szűk negyedévben a légitársaság 1864 utast szállított. 1947-ben újabb négy, majd 1948-ban még két, végül 1952-ben még egy Li–2 géppel bővült a flotta.
1947-től kötötte össze repülőjárat a fővárost Miskolccal és Péccsel, a következő években pedig Békéscsaba, Kaposvár, Nagykanizsa, Nyíregyháza, és Zalaegerszeg kapcsolódott be a vonalhálózatba. Siófokra nyáron közlekedtek járatok. Nem kizárólag budapesti járatok léteztek, 1952-től például Szeged–Pécs járat is létezett, 1954-től pedig Pécsről Kaposvár is elérhető volt repülővel.
1947-ben elindult az első külföldi menetrend szerinti járat Prágába. 1954 nyarán már 12 belföldi repülőteret érintettek a járatok, emellett az évek óta tervezett varsói, berlini és bukaresti járat is elindult.
1954. november 25-én Moszkvában aláírták azt a szerződést, amely szerint a magyar fél megvásárolja a szovjet fél részesedését. Ez a szerződés jelentette a Maszovlet végét és utódja, a Malév létrejöttét.

## Események
- 1949. január 4-én a társaság Pécs-Budapest járatát, a HA-LIE lajstromjelű Li–2 gépet Majoros János tartalékos repülőszázados Kun Miklós pilótával Münchenbe térítette el; ez volt a II. világháború utáni első gépeltérítés. Mindketten emigráltak. Innentől civil ruhás ÁVH-sok is utaztak a repülőgépeken.[5]
- 1949. november 14-én a HA-LIK lajstromjelű Li–2 repülőgép Budapestről Pécsre tartott, amikor a rossz látási viszonyok miatt a Mecseknek ütközött. A teljes személyzet és egy utas, összesen 6 fő életét vesztette, egy ember túlélte.[6]
- 1951. március 2-án két repülőgépszerelő egy Po–2 gépet vitt el Ferihegyről, majd nyugatra szökött vele.[5]
- 1952. október 2-án a HA-LIL lajstromjelű Li–2 gép a Budapest–Miskolc–Nyíregyháza–Budapest vonalon repült. A rossz időjárás miatt többször is meg kellett kísérelniük a leszállást Miskolcon és Nyíregyházán is, utóbbinál a síkos füvön megcsúszó gép épületnek ütközött. A személyzet három tagja, köztük a két pilóta, életüket vesztették, a személyzet két további tagja és a három utas megsérült.[6]

## Úti célok
Belföldi
- Békéscsabai repülőtér
- Budapest

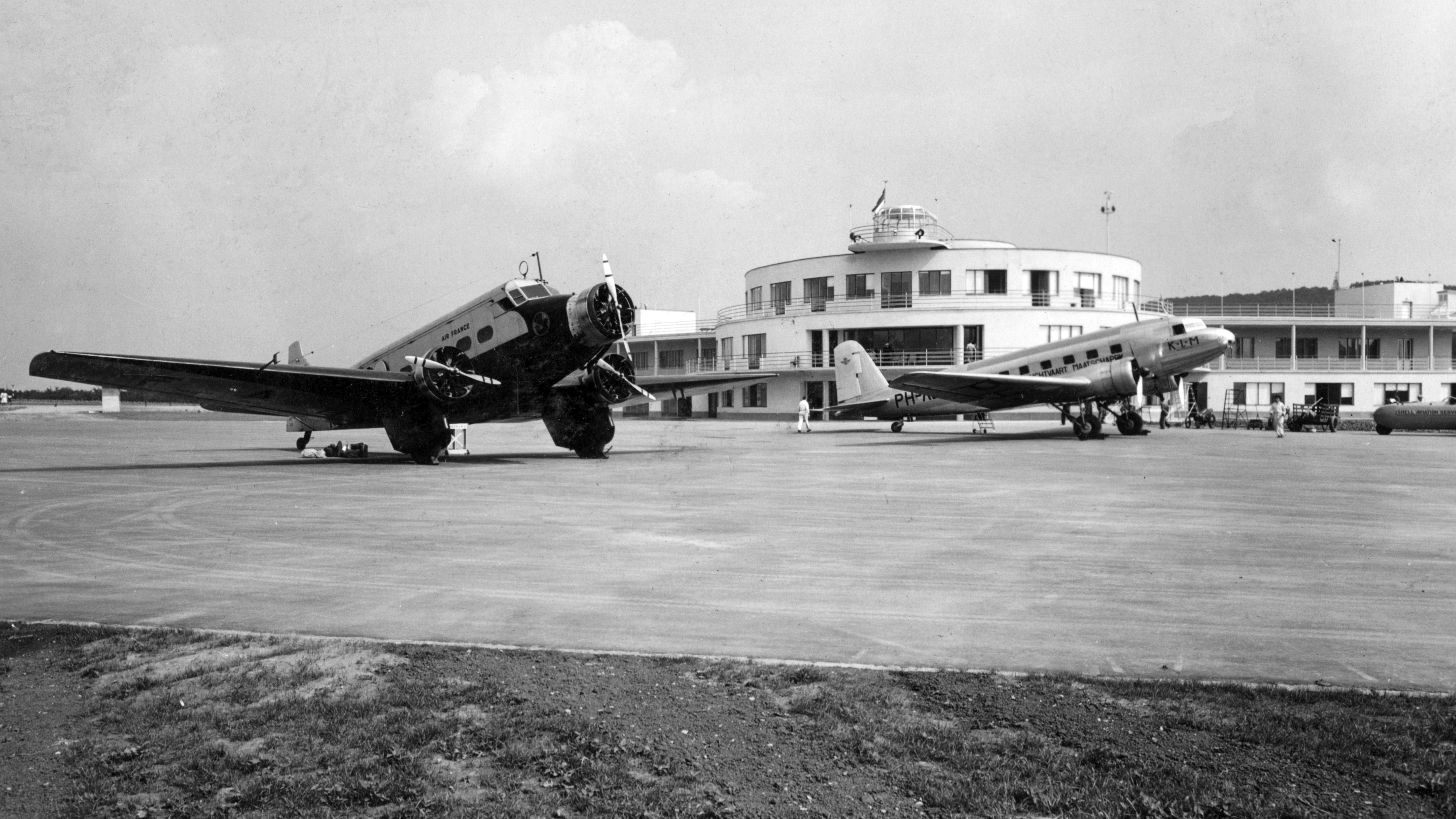
A budaörsi repülőtér

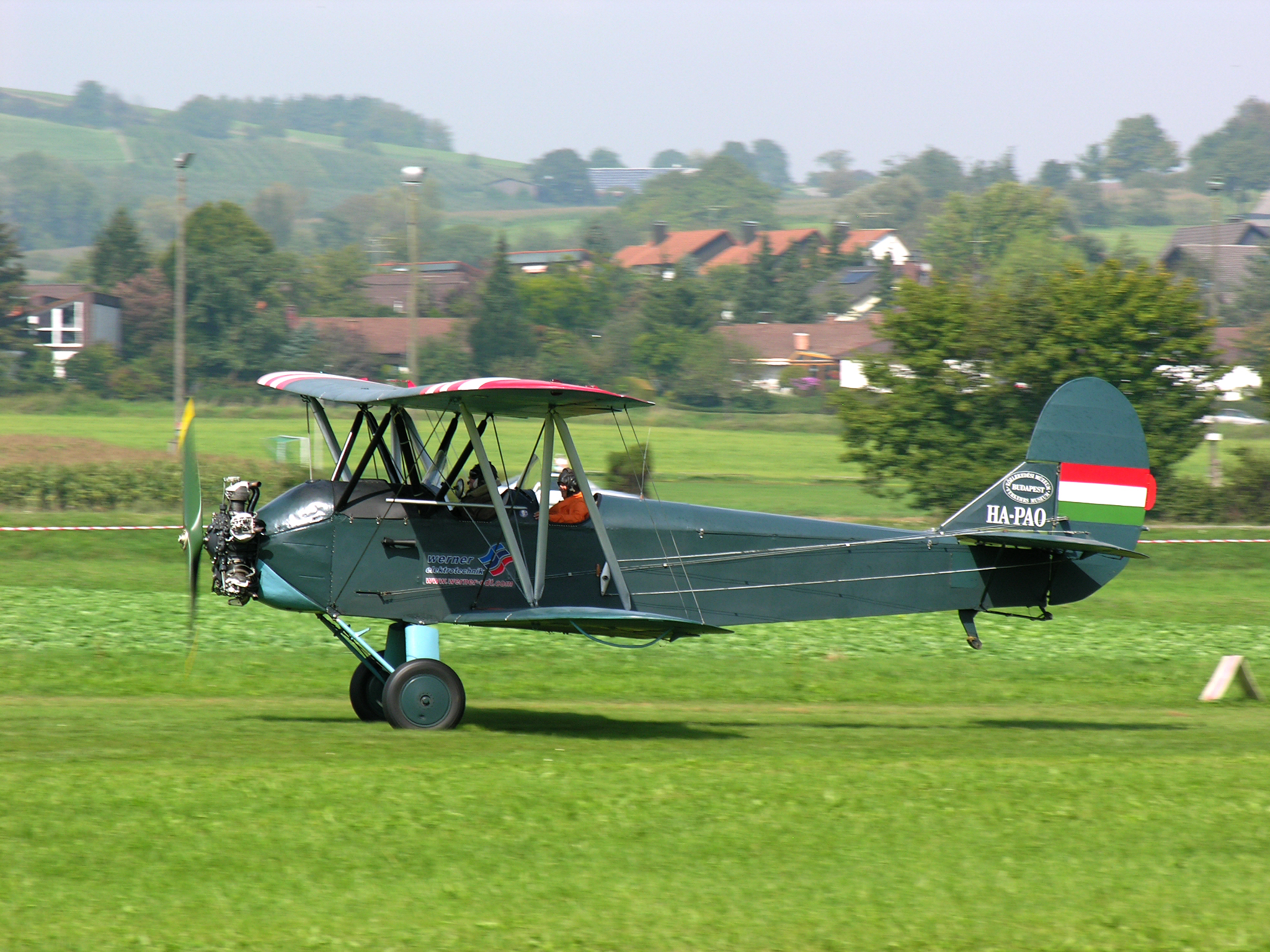
Egy magyar Po–2 repülőgép (HA-PAO) egy légibemutatón

  - Budaörsi repülőtér (bázis, 1950. május 7-ig)
  - Ferihegyi nemzetközi repülőtér (bázis, 1950. május 7-től)
- Debreceni repülőtér
- Győri repülőtér[7]
- Kaposújlaki repülőtér
- Miskolci repülőtér
- Nagykanizsai repülőtér
- Nyíregyházi repülőtér
- Pécsi repülőtér
- Siófoki repülőtér (szezonális)
- Szegedi repülőtér
- Szombathelyi repülőtér
- Zalaegerszegi repülőtér

Nemzetközi
- Berlin Schönefeld repülőtér
- Bukarest–Băneasa repülőtér
- Prága–Ruzyně repülőtér
- Varsó–Okęcie repülőtér